# Jacqueline Cormier
Pour les articles homonymes, voir Cormier (homonymie).
 (décembre 2010).
Si vous disposez d'ouvrages ou d'articles de référence ou si vous connaissez des sites web de qualité traitant du thème abordé ici, merci de compléter l'article en donnant les références utiles à sa vérifiabilité et en les liant à la section « Notes et références ».
Jacqueline Cormier est une productrice française, née Jacqueline Pierrette Keller à Paris 16e le 28 janvier 1937 et morte à Paris 13e le 21 novembre 2007 des suites d'une longue maladie.

## Biographie
Son père était général de l'armée française et jeune elle fut une championne de ski nautique.
Jeune femme, elle épouse un Suisse et ils reçoivent leurs amis artistes dans leur maison de Saint-Tropez, dont Jean Piat, Roger Harth et Elvire Popesco. Elle va travailler pour l'émission Au théâtre ce soir, puis à partir de 1973, elle va produire de nombreux spectacles au théâtre Edouard-VII dont elle est propriétaire, puis à la Comédie et au Studio des Champs-Élysées qu'elle achète aussi. Elle fait travailler des artistes comme Pierre Arditi, Caroline Cellier, Bernard Giraudeau,  Jacqueline Maillan, Bernard Murat, Jean Poiret, Jacques Villeret.
1992 : Prix Arletty : Prix de la participation au rayonnement du théâtre